# 香槟地区拉克鲁瓦
香槟地区拉克鲁瓦（法語：La Croix-en-Champagne，法語發音：[la kʁwa ɑ̃ ʃɑ̃paɲ]），或纯音译作拉克鲁瓦昂香槟，是法国马恩省的一个市镇，位于该省东部，属于香槟沙隆区。

## 地理
香槟地区拉克鲁瓦（49°4'0"N, 4°38'51"E）面积16.58 平方千米，位于法国大東部大區马恩省，该省份为法国东北部内陆省份，北起阿登省，西北接埃纳省，西南接塞纳-马恩省，南至奥布省，东南接上马恩省，东临默兹省。
与香槟地区拉克鲁瓦接壤的市镇（或旧市镇、城区）包括：欧沃、圣雷米叙比西、索姆比奥讷、索姆图尔布、蒂卢瓦和贝莱、瓦尔米。

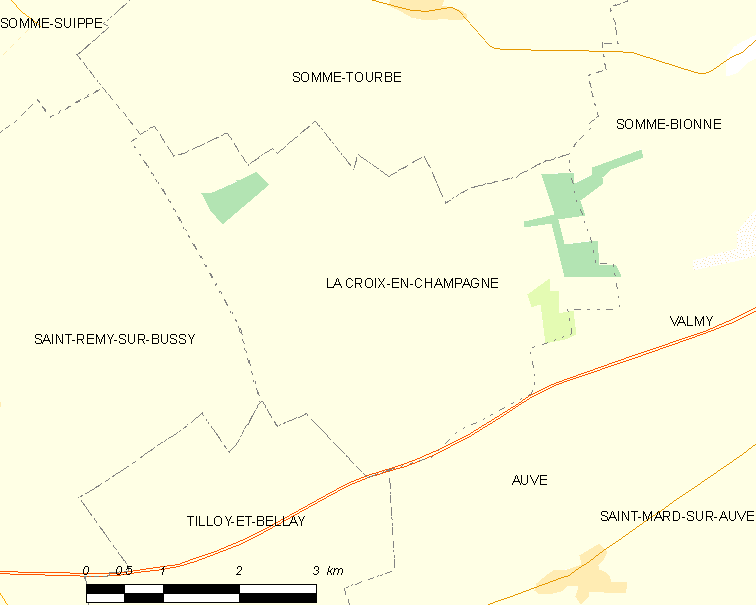
香槟地区拉克鲁瓦的OSM定位图

香槟地区拉克鲁瓦的时区为UTC+01:00、UTC+02:00（夏令时）。

## 行政
香槟地区拉克鲁瓦的邮政编码为51600，INSEE市镇编码为51197。

## 政治
香槟地区拉克鲁瓦所属的省级选区为阿戈讷-叙普-韦勒县。

## 人口

1962-2008年间香槟地区拉克鲁瓦人口变化图示

香槟地区拉克鲁瓦于2022年1月1日时的人口数量为86人。